# Higany(II)-oxid
A higany(II)-oxid a higany oxigénnel alkotott vegyülete, oxidja. Képlete HgO. Narancssárga színű por. Erősen mérgező hatású. Vízben oldhatatlan, de híg savakban oldódik. Hevítés hatására szublimál, eközben higanycseppek válnak ki. Létezik sárga és vörös higany(II)-oxid is, ezek között csak a részecskék méretében van különbség, kémiai összetételük azonos.

## Kémiai tulajdonságai
A higany(II)-oxid hevítés hatására (400 °C feletti hőmérsékleten) elemeire bomlik. Ez a reakció megfordítható, a higany óvatos hevítésekor higany(II)-oxid képződik. A bomlás szobahőmérsékleten is lejátszódik fény hatására, a higany(II)-oxid megszürkül a kiváló higany miatt.
{\displaystyle \mathrm {2\ HgO\rightleftharpoons 2\ Hg+O_{2}} }
Vízben nem oldódik, de híg savakban igen. Híg salétromsav hatására például higany(II)-nitrát képződik belőle. Feloldódik alkálifémek jodidjainak tömény oldatában is, ekkor komplex vegyületek, alkáli-jodo-merkurátok keletkeznek.
{\displaystyle \mathrm {HgO+4\ KI+H_{2}O\rightarrow K_{2}HgI_{4}+2\ KOH} }
A képződő oldatok nagy sűrűségűek, erősen mérgezők. Hidrazin hatására, nitrogén fejlődése közben higany szabadul fel belőlük.

## Előfordulása
A higany(II)-oxid a természetben a ritka montroydit ásványként található meg. A montroydit rombos kristályrendszerű.

## Előállítása
A higany(II)-klorid vagy a higany(II)-nitrát vizes oldatából nátrium-hidroxid vagy kálium-hidroxid hatására sárga csapadékként higany(II)-oxid válik le.
{\displaystyle \mathrm {HgCl_{2}+2\ KOH\rightarrow HgO+2\ KCl+H_{2}O} }
Higany(II)-nitrát hevítésekor a vegyület téglavörös alakja képződik.

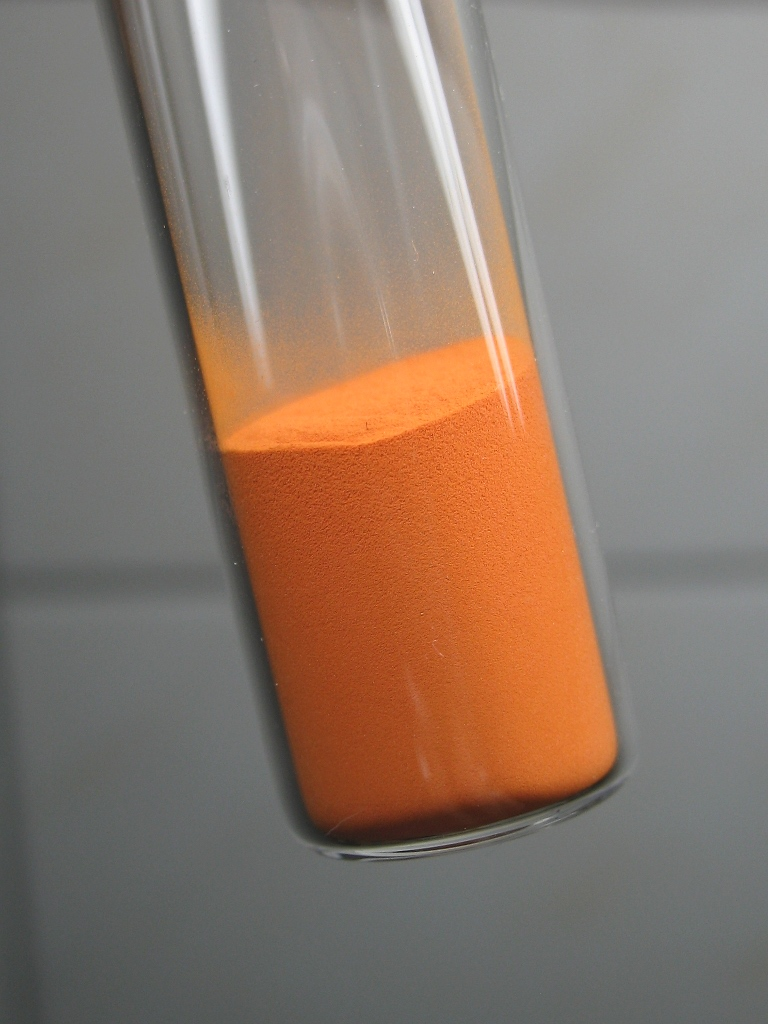
Higany(II)-oxid kémcsőben

{\displaystyle \mathrm {Hg(NO_{3})_{2}\rightarrow HgO+2\ NO_{2}+O} }

## Felhasználása
A higany(II)-oxidot oxigén laboratóriumi előállítására használják. Joseph Priestley először higany(II)-oxid hevítésével nyert oxigént 1774-ben.

## Balesetvédelem
A higany(II)-oxid gőzei belélegezve mérgező hatásúak, ilyen esetben irritációt, köhögést vált ki. Kis mennyiség belélegzése esetén friss levegőre kell menni, nagy mennyiség belélegzése esetén azonnal orvosi ellátást ajánlott igénybe venni.